# Talk of Angels
Talk of Angels ist ein US-amerikanisches Filmdrama aus dem Jahr 1998. Regie führte Nick Hamm, das Drehbuch schrieben Ann Guedes und Frank McGuinness anhand des Romans Mary Lavelle von Kate O’Brien und des Gedichts Down by the Salley Gardens von William Butler Yeats. O’Briens Roman war seinerzeit in Irland verboten.
Die von Polly Walker verkörperte Mary Lavelle verlässt ihre Heimat Irland, um einer Verbindung zu entgehen, derer sie sich nicht sicher ist. Sie nimmt eine Stelle als Gouvernante bei einer spanischen Familie an. Dort verliebt sie sich in den verheirateten Francisco Areavaga (Vincent Perez). Weitere wichtige Rollen sind mit Frances McDormand, Franco Nero, Ruth McCabe, Marisa Paredes, Francisco Rabal und Penélope Cruz besetzt.
Das schwedische Filmplakat titelte: „Menschen, von denen Sie nie erwartet hätten, dass sie sie lieben, werden Sie nie vergessen.“ (Människor du aldrig förvantat dig att alska är dem du aldrig glömmer.)

## Handlung
Die Irin Mary Lavelle wird in den 1930er Jahren bedrängt, einen irischen Politiker zu heiraten. Um dem Druck zu entkommen, verlässt sie ihre Heimat und reist nach Spanien. Dort angekommen, bewirbt sie sich um die Stellung einer Gouvernante bei der aristokratischen überaus wohlhabenden Familie von Dr. Vicente Areavaga, der zwei Töchter im Teenageralter hat, die englisch lernen sollen. Mary möchte sich selbst die Chance geben, weitere Erfahrungen zu sammeln, die über das Leben in ihrer irischem Heimatstadt hinausgehen, bevor sie darüber entscheidet, mit wem sie ihr Leben teilen will. In Spanien finden gerade politische Umwälzungen statt, die Mary mit den Problemen, die Irland hat, vergleicht.
Als Mary sich in Francisco Areavaga, der General Francos Politik bekämpft, verliebt, gerät sie in eine schwierige Situation, da er nicht nur der Sohn ihres Arbeitgebers, sondern zudem auch verheiratet ist. Dann bricht auch noch der Spanische Bürgerkrieg aus. Dr. Vicente Areavaga, der sehr liberal ist, muss sich immer wieder mit seiner Frau, die im Gegensatz zu dem sanften und gelehrten Mann intolerant, bigott und faschistisch ist, auseinandersetzen, ebenso wie der gemeinsame Sohn Francisco, der die politischen Ansichten seines Vaters teilt, auch wenn er deswegen gerade seinen Job als Regierungsbeamter verloren hat mit der Begründung, er habe sich mit den Sozialisten verbrüdert. Auch er steht im Konflikt mit seiner Mutter. Francesco ist mit einer zwar sehr schönen, aber eiskalten Frau verheiratet, die in ihren Ansichten ihrer Schwiegermutter gleicht. Dass es vielen Familien in Spanien schlecht gern, interessiert sie schlichtweg überhaupt nicht, solange sie sich in einer Gesellschaftsschicht bewegen kann, die sie für sich für angemessen hält. Beide Frauen wollen keinesfalls auf die Privilegien, die sie genießen, verzichten und sind der Meinung, dass sie ihnen zustehen. Der Bürgerkrieg zieht aber auch die privilegierten Familien in einen Strudel von Ereignissen, an deren Ende Veränderungen stehen.
Mary, die in Spanien die Bekanntschaft anderer irischer junger Frauen gemacht hat, allen voran Conlon und O’Toole, die ähnlich wie Mary mit Schwierigkeiten innerhalb ihrer irischen Familien zu kämpfen haben, kann sich zu ihnen flüchten, wenn sie Beistand braucht. Conlon zum Beispiel ist lesbisch und verliebt sich, ohne dass Mary das ahnt, hoffnungslos in sie. O’Toole hingegen wurde wegen ihrer radikalen politischen Einstellung ihres Heimatlandes verwiesen. Obwohl es Conlon unendlich schwerfällt, ermöglicht sie Mary und Francisco eine gemeinsame Nacht in ihren Räumlichkeiten. Und obwohl Francisco sie bittet, einfach mit ihm wegzulaufen, weiß sie, dass das unmöglich ist. Dass es noch schlimmer kommen soll, ahnt sie in diesem Moment nicht.
Am Ende weiß Mary, dass sie nach dem Tod von Francisco nicht bleiben kann und dass man selten das bekommt, was man sich am meisten wünscht. Sie muss sich gegen eine Familie entscheiden, die sie lieb gewonnen hat, und geht zurück nach Irland.

## Produktion

### Produktionsnotizen
Der von Kan Zamia-a in Zusammenarbeit mit Kanzaman und Polaris Pictures produzierte Film wurde in Spanien gedreht. Vertrieben wurde er in Spanien von Laurenfilm sowie weltweit von Lions Gate Films und Miramax, in Singapur von Shaw Brothers und in Argentinien von Transeuropa Video Entertainment.

### Veröffentlichung, Erfolg
Der Film wurde in den USA am 30. Oktober 1998 in zwei Kinos vorgeführt, in denen er am Eröffnungswochenende ca. 16 Tsd. US-Dollar einspielte. In Spanien war er unter dem Titel Pasiones rotas erstmals am 15. Januar 1999 zu sehen, in Griechenland am 29. Januar 1999 unter dem Titel O psithyros ton angelon und in Singapur am 4. Februar 1999.
In einigen Ländern wie Argentinien (September 1999; El ángel del deseo) und Russland (September 2002; Разговор ангелов) wurde der Film direkt auf Video bzw. DVD veröffentlicht. Im Vereinigten Königreich wurde er am 23. Dezember 2002 im Fernsehen als Premiere vorgestellt. Veröffentlicht wurde er zudem in Bulgarien, Kanada, Finnland, Ungarn, Litauen, Polen, Portugal und in Schweden.

## Rezeption

### Kritik
Diane Selkirk schrieb im Apollo Movie Guide, Talk of Angels sei ein Film über das Erwachsenwerden einer jungen Frau, die vor dem Zeitalter des Feminismus ihren Weg suche. Polly Walker sei ebenso bezaubernd wie die von ihr gespielte Mary. Er sei auch eine „einfühlsame und süße“ Liebesgeschichte. Der Film sei gut gespielt, mit reichlich Handlung und „faszinierenden Charakteren“ ausgestattet, es sei einfach ein schöner Film! („A lovely movie!“).
Im Film Journal International war zu lesen: Eindringliche Darbietungen! („Vivid Performances!“) und in Movieline: Blendend! („Dazzling!“) In der Los Angeles Times hieß es: Eine prestigeträchtige Besetzung! („A Presigious Cast!“). Großartig und Romantisch („Storslagen och Romantisk“) oder auch: Eine schöne und verführerische Geschichte („En vacker och förförisk berättelse!“).
In der New York Times bewertete Stephen Holden den Film und stellte die Frage, was die im Titel genannten himmlischen Wesen mit dem Film zu tun haben könnten. Es könnte vielleicht etwas damit zu tun haben, dass ‚Engel‘ ein Hollywood-Schlagwort für hochgesinnten Schmalz und falschen Adel geworden sei. Es gäbe Anzeichen, dass ‚Talk of Angel‘ sich als das spanische Bürgerkriegsäquivalent von Doktor Schiwago vorstelle, das mit Der Garten der Finzi Contini gekreuzt sei sowie mit einem Schuss Der Leopard. Die Sets seien verschwenderisch, die Kulissen und Kostüme üppig, die Atmosphäre romantisch und voller historischer Bedeutung. Wenn nur die Charaktere nicht in romanhaften Klischees sprechen würden und die Geschichte und Politik nicht auf einen einfältigen Fall heldenhafter junger Linker reduzierte würde, die sich gegen ein korruptes Establishment behaupteten. Holden bemängelte auch den schlechten Schnitt, dem wohl dramatische Konfrontationen seltsamerweise zum Opfer gefallen seien. Der Kritiker meinte weiter, weder Miss Walker noch Perez seien große Schauspieler.
Auf der Seite Cine.gr befand man, dies sei eine sehr ehrgeizige Produktion, die jedoch unbemerkt geblieben sei. Kate O’Briens klassisches Buch habe versucht, die Angst der linken europäischen Bürger in einer Zeit zu verringern, in der das Denken der Linken im Rampenlicht gestanden habe. Der Regisseur Hamm sei andererseits fasziniert von seinen brillanten Protagonisten, verliere das politische Spiel jedoch, da er eher einen rein amerikanischen als einen europäischen Film gemacht habe. Penelope Cruz sein nicht er einzige große Name innerhalb der Besetzung, in der sich verschiedene Nationalitäten versammelt hätten. Besonders hervorgehoben wurde die Leistung von Francisco Rambal.
Auf der Seite Cinerama.no schrieb JF, Krieg und Liebe seien grundlegende Themen in Talk of Angels. Der Film sei kontrastreich und im Grunde genommen eine ehrgeizige Aufgabe, die Regisseur Nick Hamm übernommen habe. Er zeige kulturelle Unterschiede, starke politische Widersprüche, verbotene Liebe und Homosexualität – Themen, die heute so relevant seien wie in einem vom Bürgerkrieg heimgesuchten Spanien im Jahr 1936. Vincent Perez spiele seine Rolle ganz gut, und Polly Walker müsse sich auch nicht schämen, hieß es weiter; die Chemie zwischen den beiden sei jedoch nicht ganz auf dem Höhepunkt, worunter die Wechselwirkung leide. Abschließend wird die Meinung vertreten, dies sei ein Film, der wahrscheinlich bei einigen weiblichen Filmbesuchern auf einen nahrhaften Boden falle, aber für den Rest der Zuschauer sei der Film nur reiner Zeitvertreib.
Frederic und Mary Ann Brussat von Spirituality Practice hielten fest, Marys strahlende Seele und ihre Offenheit würden sie zu einem sehr ansprechenden Charakter machen. Ihre romantische Affäre mit Francisco und ihre weiteren Erfahrungen in Spanien führen zu einem Ritus des Übergangs in die Unabhängigkeit einer Frau mit wahrem Geist.

### Auszeichnung
Francisco Rabal wurde im Jahr 2000 in der Kategorie „Bester Schauspieler“ mit dem spanischen Preis Premios Fotogramas de Plata ausgezeichnet.